# 韩庆波
韩庆波（1980年—），汉族，山东昌邑人，中华人民共和国政治人物、第十二届全国人民代表大会解放军代表。
毕业于南京政治学院经济与行政管理专业。加入中国共产党。2013年，担任全国人大代表。